# Peratea
Perateia (en griego: Περατεία, «lugar fuera [del mar]») fue el territorio ultramarino del Imperio de Trebisonda, que comprendía las ciudades crimeas de Quersoneso, Kerch y sus zonas de influencia. El territorio fue administrado probablemente durante el dominio bizantino de Trebisonda bajo los Comnenos que establecieron un imperio separado unas semanas antes del saqueo cruzado de Constantinopla en 1204.
El control trebero sobre Perateia había sido débil casi desde el principio, sometida a la presión de los genoveses y los tártaros en el momento de la muerte de Alejo I en 1222. Al año siguiente, los turcos selyúcidas incursionaron las costas de Perateia, y construyeron la fortaleza de Sudak para intentar canalizar el comercio crimeo de Trebisonda en Sinope que estaba en manos selyúcidas. Después de eso, la zona fue administrada por la familia Gabras, magnates treberos que posteriormente fundaron el Principado de Teodoro.